# 斎尾慶勝
斎尾 慶勝（さいお よしかつ、1889年10月1日 - 1986年6月7日）は、日本の海軍軍人、軍事技術者。最終階級は海軍技術中将。

## 略歴
鳥取県東伯郡由良村（現在は北栄町由良宿）出身。父・専勝は初代由良村長で、伯父・徳左衛門は1864年に鳥取藩が最初に築造した砲台場「由良台場」の責任者を務めた人物であった。米子中学校、七高を経て、1916年東京帝国大学工学部造兵学科を卒業。同年海軍造兵中技士として横須賀鎮守府に勤務。1918年海軍造兵大技士（翌年大尉に改称）・佐世保海軍工廠造兵部部員。1922年7月造兵監督官として英国に出張し、翌年6月帰朝。1924年造兵少佐となり、横須賀海軍工廠造兵監督官、1926年に呉海軍工廠砲熕部部員（工務主任）。
1928年7月に艦政本部部員（第1部製図工場長）兼造兵監督官となり、同年12月に中佐に昇進。この頃から後の大和型戦艦の主砲となる46cm（18インチ）砲の基本設計に従事する。1933年に大佐となり、同年正式に大和型戦艦の研究が始められると、呉工廠砲熕部部員を兼務してそれに加わる。1935年に砲身・砲架・砲塔基本計画が開始されると、斎尾は辻豊・川瀬義重両技師らの協力の得て、砲塔部分の設計を担当した。この設計において、斎尾は重量2700トンもある砲塔の旋回装置に特に工夫を加えたという。また、斎尾は艦政本部時代から同僚とともに造船・造兵設備の増強を推し進めており、このことが結果的に膨大な予算を擁する大和建造を可能にしたとされる。
1937年に舞鶴海軍工廠造兵部長、1939年造兵少将（1942年に技術少将に改称）となり、海軍技術研究所に出仕。1943年6月に鈴鹿海軍工廠が創設されると初代工廠長に就任し、同年11月に中将に昇進。1945年8月に艦政本部出仕となり、そのまま終戦を迎えた。戦後は日本製鋼所に勤務し、今日のロケット工学につながる基礎研究や実験を行った。また、造砲技術の資料を整備して後世に伝えた。